# Carspach
 Carspach  là một xã thuộc tỉnh Haut-Rhin trong vùng Grand Est, đồng bắc Pháp. Xã này có diện tích 17,17 km², dân số năm 1999 là 1860 người. Khu vực này có độ cao trung bình 300 mét trên mực nước biển.